# Велика мечеть 1 листопада 1954

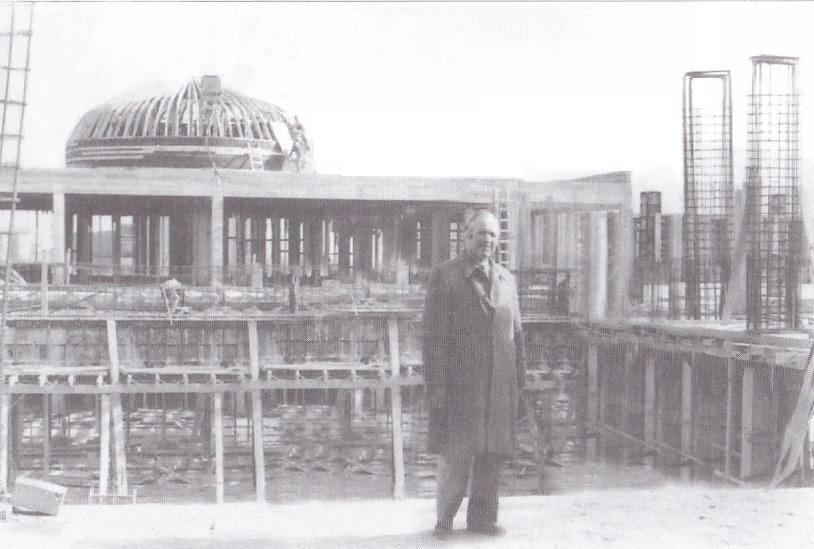
Заді Хаджа Лахдара, будівництво мечеті

Велика мечеть 1 листопада 1954 (араб. المسجد الكبير 1 نوفمبر 1954) — найбільша мечеть в Алжирі і друга за висотою в Африці. Вона знаходиться в центрі міста Батна. Мечеть є улюбленим місцем віруючих, які приходять з усіх куточків міста Батна, особливо під час Рамадану і п'ятничної молитви (священний день Ісламу). Вона може вмістити до 30 000 осіб.

## Місцезнаходження та загальний вигляд
Розташована на північний захід від центру міста Батна, в районі Ан-Насра, що означає «Район перемоги». Вхід в мечеть знаходиться з південно-східної строни з проспекту Національної народної армії (французькою avenue de l'ANP, що також відомий, як дорога Біскра, французькою route de Biskra). На сході від мечеті знаходиться Сад 1 листопада, а на північному заході розташована алея Менасрія, із західної сторони знаходиться парковка мечеті (на 700 автомобілів).

## Історія
Ідея будівництва великої мечеті в Батні виникла 3 липня 1980 року, будівництво розпочалося в 1982 році. Ініціаторами проекту були полковник Мохамед Тахар Абіді (Хадж Лахдар) та інші жителі міста. Мечеть площею 42 200 м² побудована на землі, де до незалежності Алжиру був військовий аеродром французької армії. У 2003 році мечеть відкрив президент Алжиру Абделазіз Бутефліка.

## Архітектура

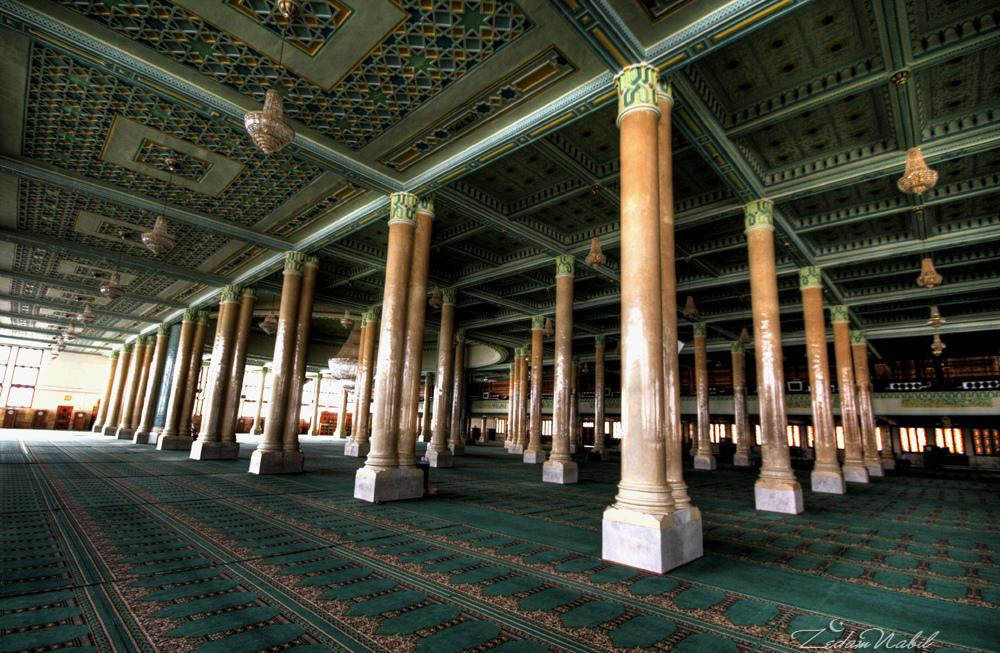
Колони

Архітектура надихається ісламськими фресками, але володіє унікальним стилям району Орес, який населяє берберське плем'я Шауя.

### Мінарет
Мечеть має два мінарети, висота яких досягає 56 метрів, а її інтер'єр прикрашений арабесками і аятами з Корану.

### Молитовні кімнати
Мечеть має дві молитовні кімнати, одна для жінок і одна для чоловіків. Молитовний зал, присвячений чоловікам — в центрі мечеті, на першому поверсі і займає площу 6000 квадратних метрів, а зал, присвячений жінкам, розташований на другому поверсі і має площу 2500 м². Кімнати прямокутні і містять 110 великих вікон і 8 дверей, які забезпечують доступ з чотирьох сторін.

### Колони і стелі
Усередині мечеті є 153 круглих колон, і два великих куполи 24,66 м в діаметрі, які підтримують 16 великих колон.